# 萬卡內
15°12′8″S 69°45′41″W / 15.20222°S 69.76139°W
萬卡內（西班牙語：Huancané），是秘魯的城鎮，位於該國東南部普諾大區，是萬卡內省的首府，處於的的喀喀湖以北，海拔高度3,841米，面積2,805平方公里，2007年人口69,522，人口密度每平方公里24人。